# Stolnica Marije Snežne, Civita Castellana
Katedrala  Civita Castellana (ital: Cattedrale di Santa Maria Maggiore ali Santa Maria di Pozzano) je cerkev v kraju Civita Castellana, Italija.

## Zgodovina
Stavba je bila zgrajena okoli leta 1185, na temeljih starejše cerkve in je bila končana vključno s portikom v letu 1210. Pozneje je vanjo posegel rimski arhitekt in delavci z marmorjem družine Cosmati. 
Po stoletjih propadanja, je bila cerkev v 18. stoletju v celoti obnovljena, notranjost je bila obnovljena v Baročnem slogu. Obe stranski ladji sta bili obrnjeni v stranske kapele in komunicirata druga z drugo, tako da obravnavamo le eno ladjo. Plošča na zunanji strani zgradbe obeležuje bivanje Mozarta v Civita Castellana 17. julija 1770: igral je tudi na orgle katedrale pri nedeljski maši.

## Opis

### Zunanjost
Cerkev ima portik iz 13. stoletja, v katerem je imel arhitrav nekoč friz iz mozaika s pozlačenimi črkami. Danes je mogoče videti le nekaj fragmentov slednjega. Dva osrednja stebra podpirata lok, v katerem je zapis »Gloria v Excelsis Deo ...«, drugi napis na vrhu vsebuje ime oblikovalca stebrišča, »je IACOBUS CIVIS ROMANUS« (»Jakob, državljan Rima«) in datum izvedbe (1210). Osrednji in končni steber na vhodu sta okrašena s simboli štirih evangelistov iz marmorja, medtem ko je v sredini loka jagnje, ki simbolizira Jezusa Kristusa. 
Katedrala ima troje vhodna vrata. Osrednja imajo štiri korintske stebre, od katerih dva ležita na marmornih levih. Pod desnim levom je otrok, simbol vernikov, ki vstopajo v cerkev. V lunetah nad stranskimi vrati so Cosmatesque mozačni okraski; desna luneta ima tudi predstavitev  "blagoslov Kristusa«. 
Katedrala ima romanski zvonik.

### Notranjost
Cerkev je enoladijska, s stranskimi kapelami, ki komunicirajo med seboj. Ladja se konča s transeptom, ki se dviga pred prezbiterijem, pod katerim je kripta. 
V prečnih ladjah sta dva monumentalna baročna oltarja: desni je posvečen Mariji luči in vsebuje fresko iz 11. stoletja; levi oltar je posvečen Mariji rožnega venca in ima platno iz 16. stoletja obkroženo s 15 ploščami, ki prikazujejo Skrivnosti rožnega venca. 
V prezbiteriju je ena najdragocenejših umetnin v cerkvi na glavnem oltarju. Sestavljen je iz rimsko-palaeokrščanskega sarkofaga s sedmimi nišami iz 4. stoletja, ki so okrašene z biblijskimi epizodami. Na koncu prezbiterija, čez lesen kor, je platno, ki prikazuje Oznanjenje, avtor Pietro Nelli, ob straneh pa dve freski Vstajenje Janeza in Mučeništvo sv. Janeza in Marciana.
Vrata na levi strani prezbiterija vodijo do molilnice Marijinega Srca, zgrajene kot kapela v 14. stoletju. Tukaj so pomembna srednjeveška dela: 
- več fresk iz 12. stoletja, ki upodabljajo samo Marijo s svetniki, angele in druge svetnike
- sprednji del iz zgodnjega srednjega veka (9. stoletje), sarkofag z lovskimi prizori
- dva Cosmatesque parapeta obdajata dva leva, prvotno sta bila v prezbiteriju katedrale, datirano okoli 1231-1240.

Pod prezbiterijem je kripta s križnimi oboki, datirana v 12. stoletje, vendar je bila kasneje obnovljena. V njej sta dva renesančna marmorna ciborija, obnovljena v 18. stoletju, ki sta prvotno stala v prezbiteriju.